# Saraiella gredenica
Saraiella gredenica är en tvåvingeart som beskrevs av Salamanna och Sara 1980. Saraiella gredenica ingår i släktet Saraiella och familjen fjärilsmyggor. Inga underarter finns listade i Catalogue of Life.